# Dell'arte della guerra (film)
Dell'arte della guerra è un film documentario del 2012 scritto e diretto da Luca Bellino e Silvia Luzi.

## Trama
Il film racconta la storia di quattro operai della fabbrica Innse di Milano (la storica Innocenti di Lambrate) che nell'agosto del 2009 si arrampicano su un carroponte all'interno dello stabilimento per impedire lo smantellamento e la vendita dei macchinari e la chiusura della fabbrica. Il capannone viene circondato da centinaia di poliziotti e in poche ore arrivano sostenitori da tutta Italia. I quattro operai restano per otto giorni e sette notti sospesi in uno spazio di pochissimi metri quadri fino a quando, dopo estenuanti trattative, un imprenditore bresciano, Attilio Camozzi, non rileva lo stabilimento, i macchinari e riassume tutti gli operai.
L'episodio della Innse di Lambrate inaugura gli anni di lotte operaie in Italia conosciute come "la stagione delle lotte sui tetti".

## Distribuzione
Dell'Arte della Guerra viene presentato al Festival Internazionale del Film di Roma nel 2012. La troupe e gli operai attraversano il tappeto rosso in tuta blu. Il film è stato distribuito nelle sale italiane dal 1 maggio 2014 da Lab80 Film.

## Critica
Bellino e Luzi narrano la storia attraverso l’ottima combinazione di footage televisivo dei servizi dalla fabbrica e lunghe riprese dei magazzini vuoti e interviste con i lavoratori, posti in un ambiente quasi post-apocalittico. L’inventivo uso del suono, i primi piani ravvicinati dei protagonisti e il montaggio dinamico di Bellino danno al film la sensazione di un thriller più che di un documentario. (Vladan Petkovic, Cineuropa)

## Riconoscimenti
Il film ottiene riconoscimenti in tutto il mondo (Festival del Film di Roma, DOK Leipzig, Jean Rouch Film Festival, Planet+ Doc, etc.) fino al premio di miglior documentario europeo della FEDEORA ([Federazione dei critici dell'Europa e del Mediterraneo) e alla nomination ai Globi d'oro. Gli Ateliers Varan di Parigi hanno dedicato a Dell'Arte della Guerra un seminario di studi.
- Crossing Europe Film Festival, Miglior Documentario[7]
- Anuu-ru Aboro, Festival de Cinéma de Peuples, Grand Prix[8]
- Jean Rouch Film Festival, Prix Mario Ruspoli[9]
- DOK Leipzig, Leipziger Ring & Healthy Workplaces Film Award Nominations[10]
- VII Festival del Film di Roma, Premio Biblioteche di Roma[11]
- Napoli Film Festival, Premio Avanti!
- Premio Marcellino De Baggis, Miglior Documentario[12]
- Festival del Documentario d'Abruzzo, Miglior Documentario
- Mediteran Film Festival, Miglior Documentario[13]
- Planet+ Doc Film Festival, Amnesty International Award Nomination[14]
- Globo d'Oro, Nomination Miglior Documentario[15]
- Docucity Film Festival, Premio del Pubblico e Menzione Speciale[16]
- Ischia Film Festival, Menzione Speciale[17]
- Festival del Cinema dei Diritti Umani di Napoli, Menzione Speciale[18]